# Dirk Hafemeister
Dirk Hafemeister (Nyugat-Berlin, 1958. április 17. – 2017. augusztus 31.) olimpiai bajnok német lovas, díjugrató.
Az 1988-as szöuli olimpián díjugratás csapatversenyben Ludger Beerbaummal, Wolfgang Brinkmann-nal és Franke Sloothaakkal olimpiai bajnok lett.

## Sikerei, díjai
- Olimpiai játékok – díjugratás csapat
  - aranyérmes: 1988, Szöul